# Izvorni kod
Izvorni kod u informatici je pojam koji označava simbolički oblik programa, za razliku od izvršnog oblika.
Izvorni kod nekog programa obično je skup tekstualnih datoteka, ali može uključivati i druge sporedne dijelove, poput grafičkih elemenata, zvukova i sl. Tekstualne datoteke sadrže skup naredbi (instrukcija) napisanih u nekom programskom jeziku.
Izvorni kod moguće je pretvoriti u izvršni kod kompajliranjem (prevođenjem). Prevođenjem se dobije objektni kod.
Vidi jezični prevoditelj (compiler), dekompilator, transkompilator, cross-kompilator, interpreter, asemblerski jezik, strojni jezik, polimorfni kod, shellcode, objektni kod, morfiranje koda, bajtni kod, JIT prevođenje, zakrabuljeni kod (maskirani kod), obfusciranje koda